# 에이미 웨버
에이미 웨버(Amy Weber, 1970년 7월 2일 ~ )는 미국의 배우, 모델이다.
피오리아에서 태어났다.

## 영화
- 스탭스 오브 페이스 (2014년)
- 크로스로드 (2012년) - 리타 역
- 트랜스모퍼 (2007년)
- 조는 못말려 (2001년)
- 적 그리고 파멸 (2000년)
- 크래커잭 3 (2000년)
- WWE 스맥다운! (1999년) - 본인 역
- 유주얼 서스펙트 2 (1999, The Contract)
- 콜로보스 (1999년)
- WWE 로우 이즈 워 (1997년) - 본인 역
- 더블 게임 (1995년)